# アストンマーティンF1
アストンマーティンF1（Aston Martin Formula One）は、イギリスの自動車メーカー「アストンマーティン」の名を冠したF1のコンストラクター。
1959年から1960年にかけてF1世界選手権に参戦。2021年に前身レーシング・ポイントから改称し、61年ぶりにブランド名が復活した。所有および運営は、AMR GP Ltd.。2024年のエントリー名は、アストンマーティン・アラムコ・フォーミュラワンチーム（Aston Martin Aramco Formula One Team）。

## 概要
イギリスの自動車メーカー「アストンマーティン・ラゴンダ」社は、元々はカーレースに参戦するための工房から発展した背景を持ち、戦前の早い段階からモータースポーツに携わってきた歴史がある。
第二次世界大戦後、同社がイギリスの実業家一族デイヴィッド・ブラウン・コーポレーション（アストンマーティンとラゴンダを統合した創業者）の傘下だった時代にスポーツカーレースで成功を収め、1959年にはル・マン24時間レースを初制覇し、同年のスポーツカー世界選手権のマニュファクチャラータイトルを獲得した。それと並行してフォーミュラカーのF1世界選手権に参戦したが、2年間でわずか6戦の参加にとどまった。

2000年代以降、アストンマーティンはプロドライブと提携し、スポーツプロトタイプやGTレースで活躍してきた。
F1に関してはアンディ・パーマーCEO時代の2018年よりレッドブル・レーシングのタイトルスポンサーとなり、ハイパーカーのアストンマーティン・ヴァルキリーを共同開発するなど関係を深めてきた。ヴァルキリーのレース仕様車でFIA 世界耐久選手権 LMH（ル・マン・ハイパーカー）クラスに参戦し、ル・マン総合優勝を狙う計画も発表された。
2018年10月、アストンマーティンはロンドン証券取引所に株式上場するも、株価低迷が続き経営状態が悪化。2020年1月、トミーヒルフィガーなどのファッションブランドを保有するカナダの大富豪、ローレンス・ストロールが率いる投資家グループがアストンマーティンの大株主となり、ストロールはアストンマーティン・ラゴンダ社の会長に就任した。ストロール会長は息子のランス・ストロールが所属するF1チーム「レーシング・ポイント」のオーナーでもあり、2021年シーズンより所有するレーシング・ポイントをアストンマーティンのワークスチームに改変し、リニューアル参戦することを表明。F1コンストラクターとしてのアストンマーティンが、61年ぶりに復活することになった。
これに伴い、2020年限りでレッドブルとのタイトルスポンサー契約を終了し、共同開発していた車種アストンマーティン・ヴァルキリーのLMH計画も延期。レーシング・ポイントの運営会社レーシングポイントUKリミテッドも「AMR GPリミテッド」に社名を変更した。
ローレンス・ストロールはファクトリーにも巨額の投資を行っている。ストロールが取得した時点で、シルバーストーンに所在するチームのファクトリーはジョーダン時代の1991年に建設されたものが拡張されながら使われていたが、既に古く手狭なものとなっていた。そこでストロールは、2021年に従来のファクトリーの隣接地に30エーカー（約121,000 ㎡）の広大な土地を確保し、およそ2億ポンド（330億円）と言われる巨費を投じ、近代的な新ファクトリーを建設中である（2023年から2025年にかけて段階的に完成の予定）。車両の空力開発に不可欠な風洞施設も、それまでブラックリーのメルセデスファクトリーの施設を借りて使用していたが、ストロールの投資により、自前の風洞が建設されることになった。
また2022年から、AMF1ドライバー・デベロップメント・プログラムを運営している。

## シーズン

### デイヴィッド・ブラウン・コーポレーション時代

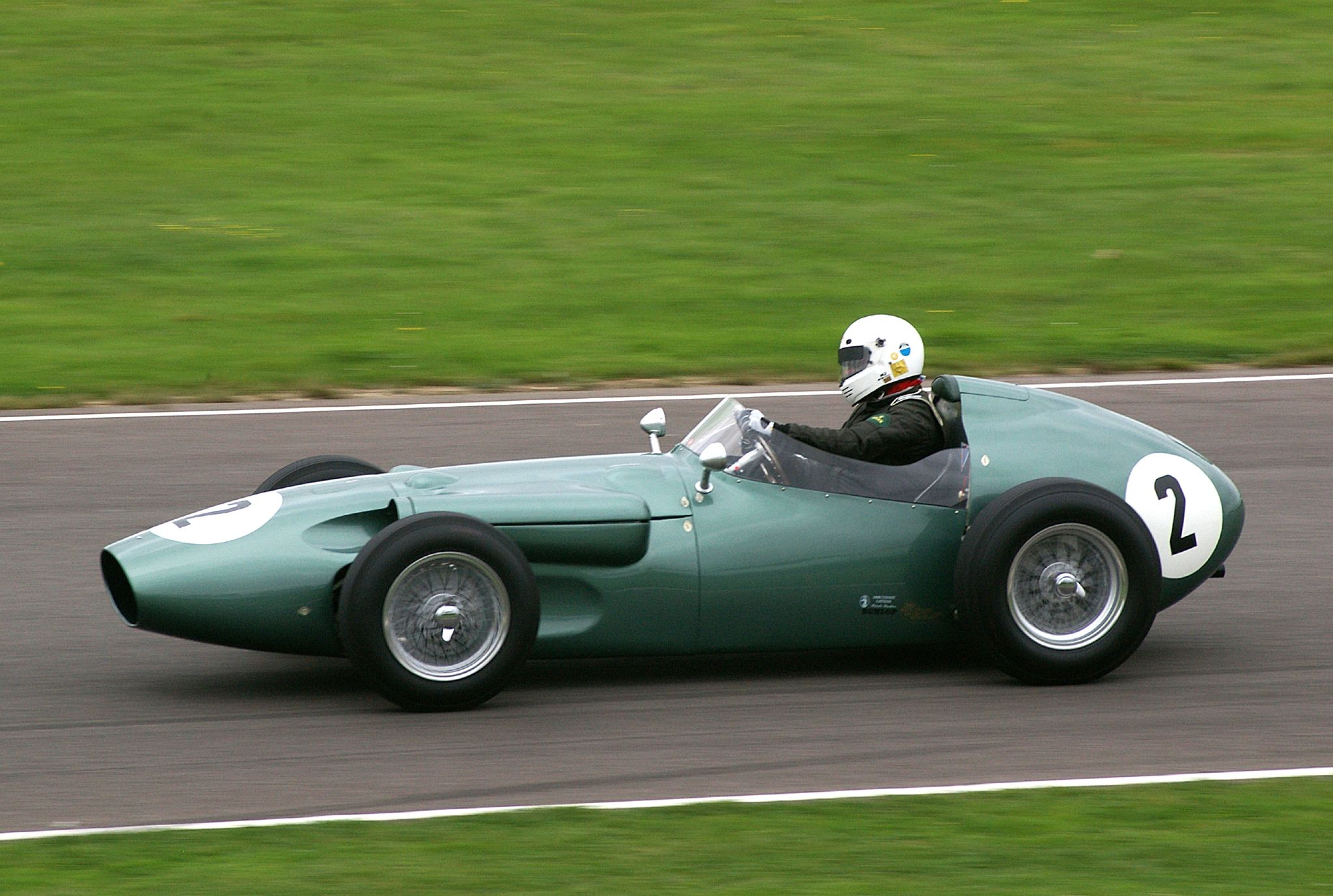
DBR4

#### 1959年
オランダグランプリにてロイ・サルヴァドーリ、キャロル・シェルビーの布陣でデビュー。デビューマシンであるDBR4は、オランダグランプリでは2台ともエンジンブローでリタイアしてしまったものの、その後のレースでサルヴァドーリが2回の6位、シェルビーが8位、10位を記録した。

#### 1960年
オランダグランプリのみにDBR4を使用し、イギリスGPからは新マシンであるDBR5を投入。しかし、当時のF1はクーパーに象徴されるミッドシップマシンへの転換期にあり、伝統的なフロントエンジンマシンは時代遅れになろうとしていた。結果はサルヴァドーリがリタイア、シェルビーに変わって参戦したモーリス・トランティニアンが11位で完走するも、このレースの勝者であるクーパーのマシンを駆るジャック・ブラバムから5周遅れという惨憺たる結果となってしまった。
このレースをもってアストンマーティンはスポーツカーレースに集中するべくF1を撤退した。

### AMR GP時代

#### 2021年
タイトルスポンサーとしてコグニザント（Cognizant）と契約。「アストンマーティン・コグニザント・フォーミュラワンチーム」として参戦。ドライバーは前身のレーシングポイントから残留するランス・ストロールと、スクーデリア・フェラーリから加入したセバスチャン・ベッテル。
ベッテルは開幕4戦をノーポイントで終えるが、アゼルバイジャングランプリでは予選11番手からレース戦略が功を奏して2位でチェッカーを受け、チームに初の表彰台をもたらした。ストロールもコンスタントにポイントを稼ぐなどの活躍を見せた。

#### 2022年
ドライバーは前年に引き続きベッテルとストロール。2022年型のAMR22は、シーズン開幕当初こそ独特のサイドポッドの処理を行っていたものの、シーズン半ばにはレッドブル・RB18風のサイドポッドを導入し、マシンのカラーリングに引っ掛けて一部では「グリーンブル」などと呼ばれた。
ハンガリーGPを前にした7月28日にベッテルが同年限りでF1を引退することを発表、後任としてアルピーヌF1からフェルナンド・アロンソが移籍することを発表した。

#### 2023年
ドライバーはストロールとアルピーヌF1から移籍したアロンソ。2023年型マシンのAMR23は、2022年4月に加入したダン・ファロウズが携わり、AMR22と比べ95%が新しくなったと語っていた。プレシーズンテストの初日午前のセッションこそ電気系のトラブルが発生したものの、午後のセッションではアロンソが2番手タイムを記録、2日目もアロンソが3番手タイムを記録するなどのパフォーマンスの高さを見せ、ライバルから警戒される存在となった。
開幕戦バーレーンGPでは、スタート直後にアロンソとストロールが接触したものの、互いにダメージはなかった。アロンソは接触により順位は落としたが、残り10周で3番手のカルロス・サインツをかわし、3位でチェッカーを受けた。アロンソがバーレーンで表彰台に上がったのは2010年以来となった。
5月24日、2026年から新レギュレーションに基づくパワーユニットをホンダから供給されることを発表した。2023年現在はメルセデスからリアサスペンションやギアボックスの供給を受けているが、2026年以降は内製するとマーティン・ウィットマーシュは発言している。

#### 2024年
ドライバーはストロールとアロンソが残留。この年もランキングは5位を維持したが、両ドライバーとも前年より低調で1回も表彰台に立つことはなく、ストロールは後半で11戦連続ノーポイントのままシーズンを終えた。
9月10日、2025年にエイドリアン・ニューウェイがマネージングテクニカルパートナーとして加入することが発表された。

#### 2025年
ドライバーはストロールとアロンソが残留。メルセデスPUを使用する最後のシーズンとなる。

## 車両ギャラリー
パワーユニット型（2021年）

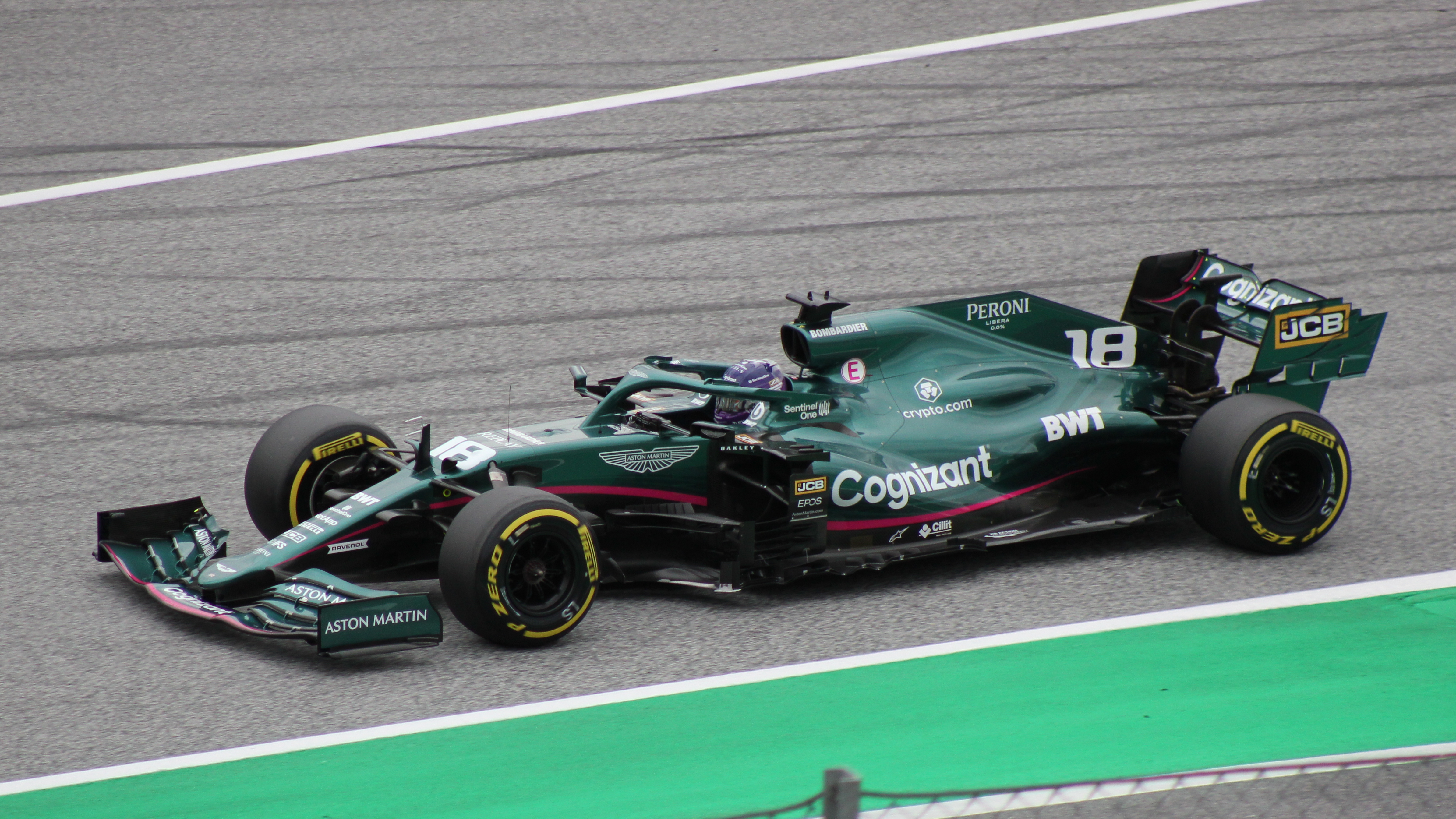
AMR21 メルセデス

グラウンドエフェクト型（2022年 - ）

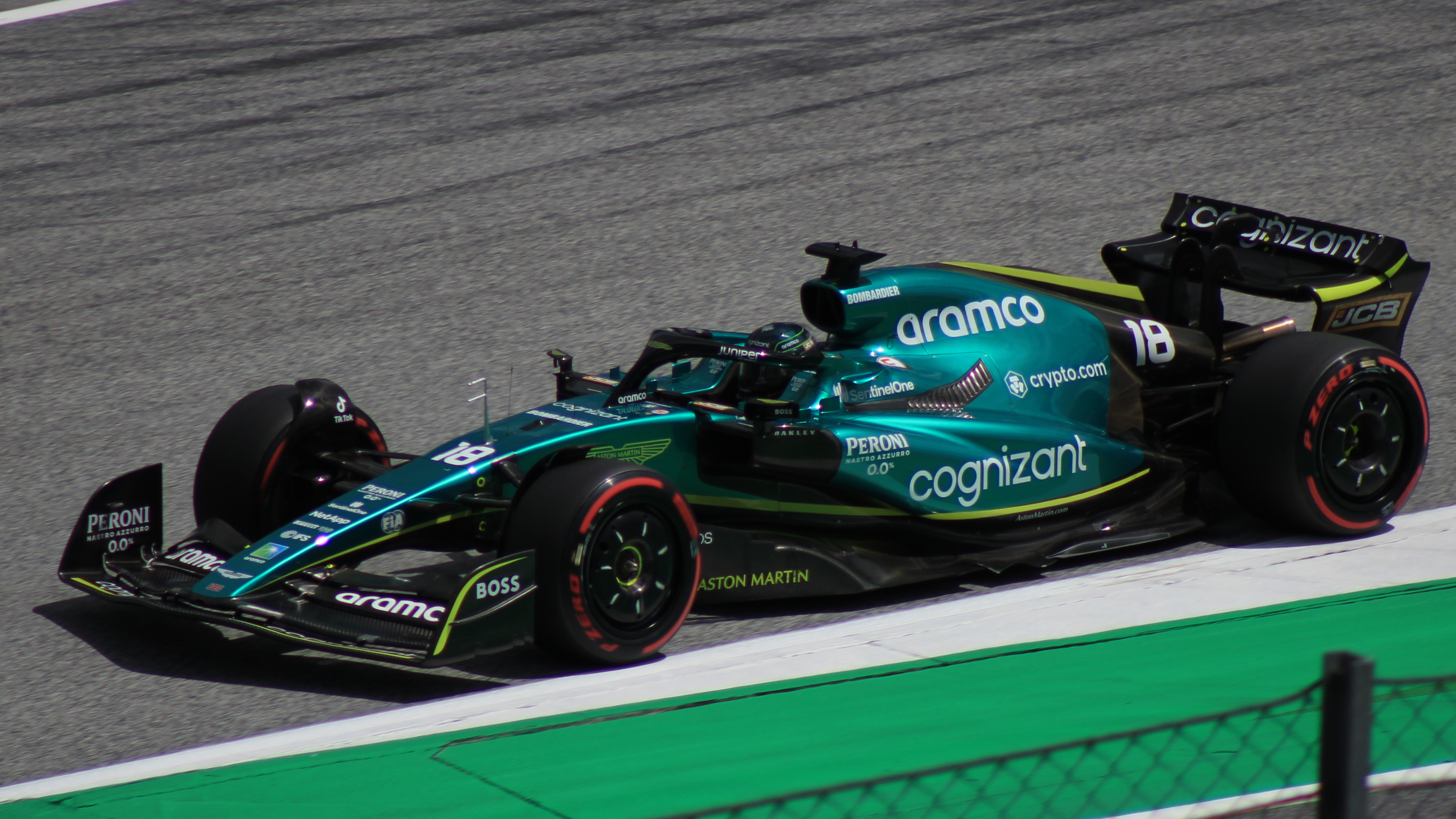
AMR22 メルセデス
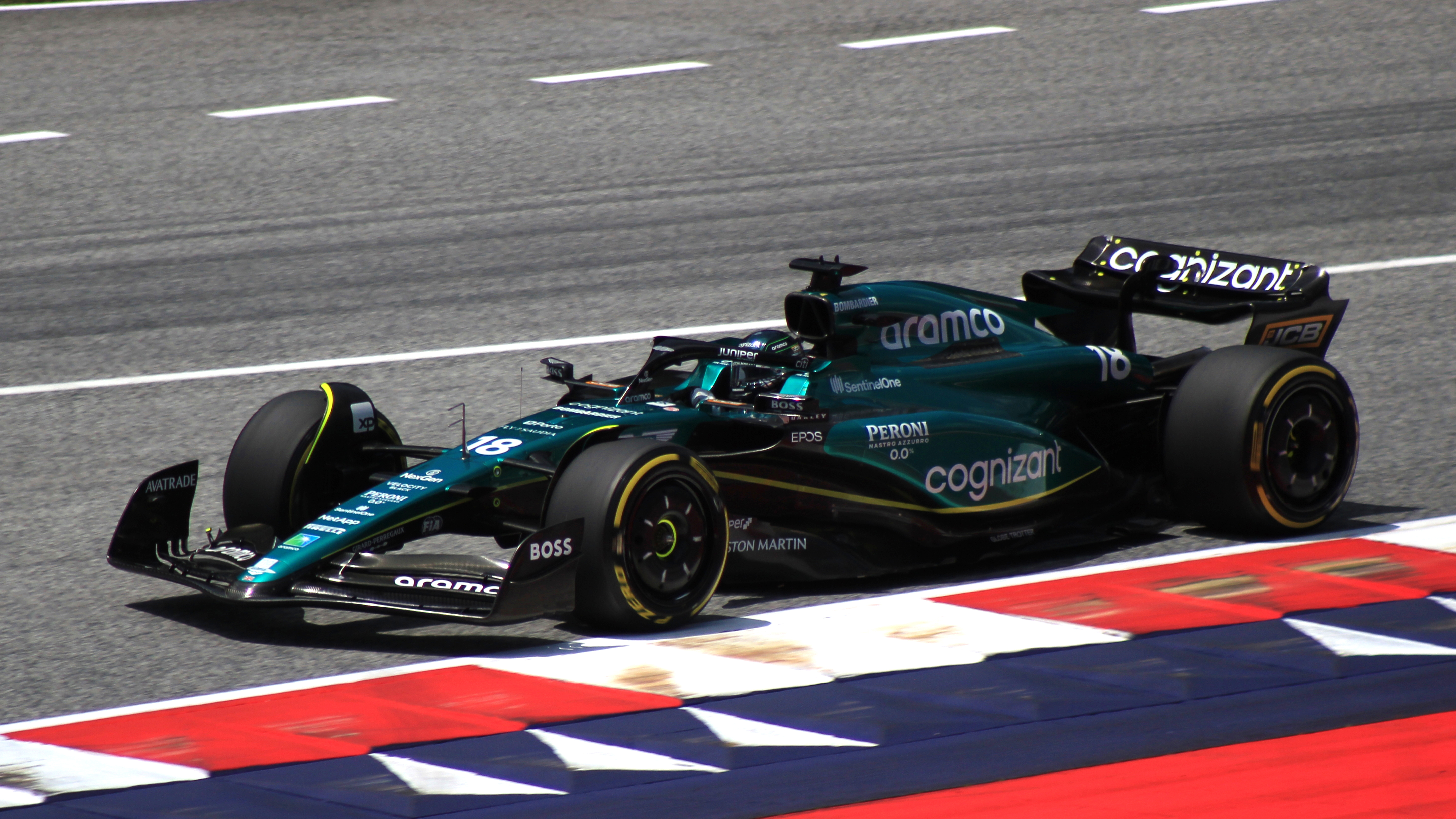
AMR23 メルセデス
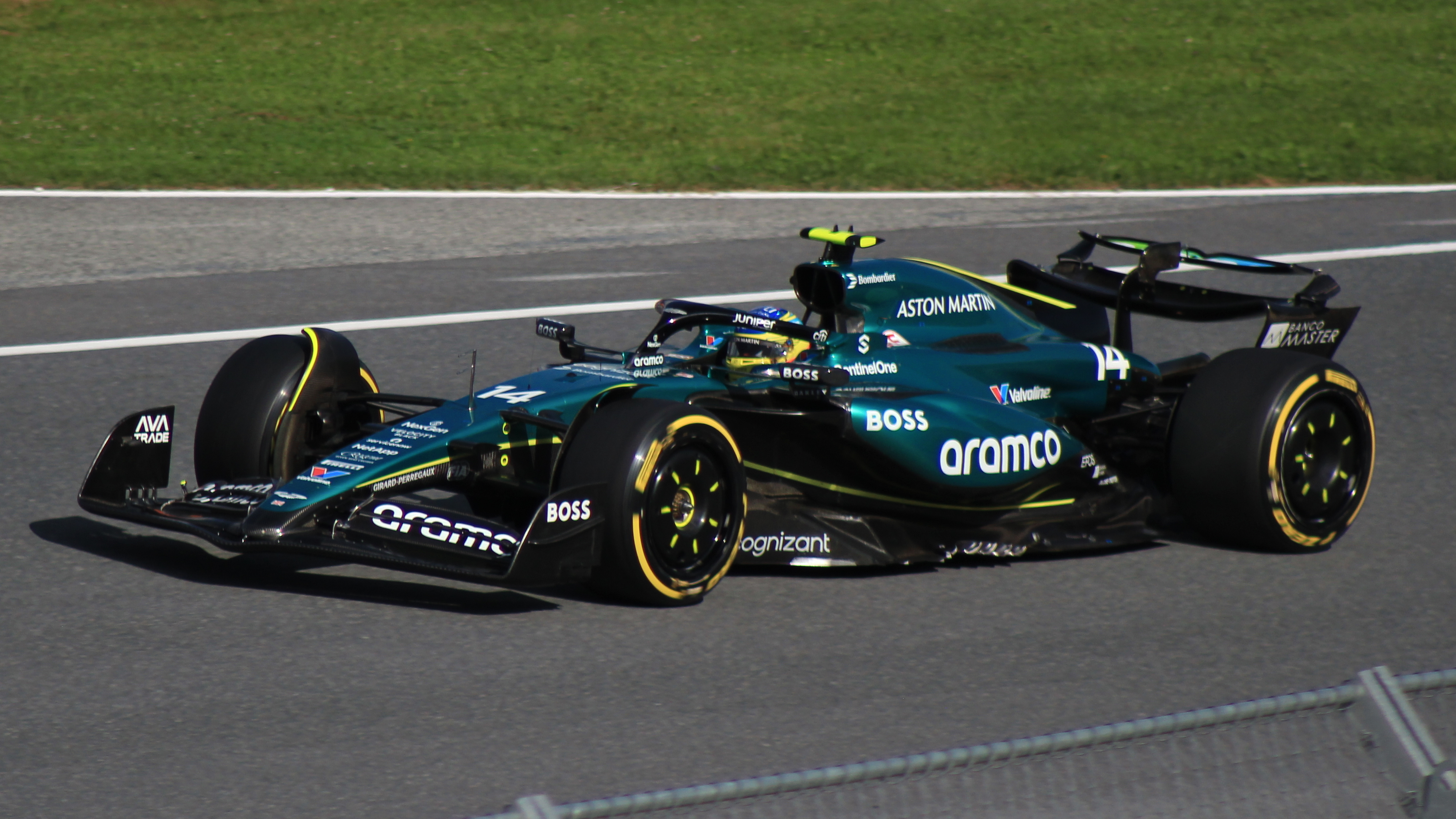
AMR24 メルセデス

## 戦績

### 1959年 - 1960年
| 年   | シャシー  | エンジン                       | タイヤ | ドライバー                 | 1   | 2   | 3   | 4   | 5   | 6   | 7   | 8   | 9   | 10  | ポイント | ランキング |
| ---- | --------- | ------------------------------ | ------ | -------------------------- | --- | --- | --- | --- | --- | --- | --- | --- | --- | --- | -------- | ---------- |
| 1959 | DBR4      | アストンマーティン RB6 2.5L L6 | A      |                            | MON | 500 | NED | FRA | GBR | GER | POR | ITA | USA |     | 0        | NC         |
| 1959 | DBR4      | アストンマーティン RB6 2.5L L6 | A      | ロイ・サルバドーリ         |     |     | Ret |     | 6   |     | 6   | Ret |     |     | 0        | NC         |
| 1959 | DBR4      | アストンマーティン RB6 2.5L L6 | A      | キャロル・シェルビー       |     |     | Ret |     | Ret |     | 8   | 10  |     |     | 0        | NC         |
| 1960 | DBR4 DBR5 | アストンマーティン RB6 2.5L L6 | D      |                            | ARG | MON | 500 | NED | BEL | FRA | GBR | POR | ITA | USA | 0        | NC         |
| 1960 | DBR4 DBR5 | アストンマーティン RB6 2.5L L6 | D      | ロイ・サルバドーリ         |     |     |     | DNS |     |     | Ret |     |     |     | 0        | NC         |
| 1960 | DBR4 DBR5 | アストンマーティン RB6 2.5L L6 | D      | モーリス・トランティニアン |     |     |     |     |     |     | 11  |     |     |     | 0        | NC         |

### 2021年 -
| 年   | シャシー | パワーユニット                         | タイヤ | No. | ドライバー       | 1   | 2     | 3   | 4    | 5    | 6     | 7   | 8   | 9   | 10   | 11   | 12  | 13   | 14  | 15  | 16  | 17  | 18   | 19    | 20  | 21    | 22  | 23    | 24  | Pts. | WCC  |
| ---- | -------- | -------------------------------------- | ------ | --- | ---------------- | --- | ----- | --- | ---- | ---- | ----- | --- | --- | --- | ---- | ---- | --- | ---- | --- | --- | --- | --- | ---- | ----- | --- | ----- | --- | ----- | --- | ---- | ---- |
| 2021 | AMR21    | メルセデス M12 E Performance 1.6L V6 t | P      |     |                  | BHR | EMI   | POR | ESP  | MON  | AZE   | FRA | STY | AUT | GBR  | HUN  | BEL | NED  | ITA | RUS | TUR | USA | MXC  | SAP   | QAT | SAU   | ABU |       |     | 77   | 7位  |
| 2021 | AMR21    | メルセデス M12 E Performance 1.6L V6 t | P      | 18  | ストロール       | 10  | 8     | 15  | 11   | 8    | Ret   | 10  | 8   | 13  | 814  | Ret  | 20  | 12   | 710 | 11  | 9   | 12  | 14   | Ret14 | 6   | 11    | 13  |       |     | 77   | 7位  |
| 2021 | AMR21    | メルセデス M12 E Performance 1.6L V6 t | P      | 5   | ベッテル         | 15  | 15†   | 13  | 13   | 5    | 2     | 9   | 12  | 17† | Ret8 | DSQ  | 5‡  | 13   | 12  | 12  | 18  | 10  | 7    | 1110  | 10  | Ret   | 11  |       |     | 77   | 7位  |
| 2022 | AMR22    | メルセデス M13 E Performance 1.6L V6 t | P      |     |                  | BHR | SAU   | AUS | EMI  | MIA  | ESP   | MON | AZE | CAN | GBR  | AUT  | FRA | HUN  | BEL | NED | ITA | SIN | JPN  | USA   | MXC | SAP   | ABU |       |     | 55   | 7位  |
| 2022 | AMR22    | メルセデス M13 E Performance 1.6L V6 t | P      | 18  | ストロール       | 12  | 13    | 12  | 1015 | 10   | 15    | 14  | 16† | 10  | 11   | 13   | 10  | 11   | 11  | 10  | Ret | 6   | 12   | Ret   | 15  | 1016  | 8   |       |     | 55   | 7位  |
| 2022 | AMR22    | メルセデス M13 E Performance 1.6L V6 t | P      | 5   | ベッテル         |     |       | Ret | 813  | 17†  | 11    | 10  | 6   | 12  | 9    | 1719 | 11  | 10   | 8   | 14  | Ret | 8   | 6    | 8     | 14  | 119   | 10  |       |     | 55   | 7位  |
| 2022 | AMR22    | メルセデス M13 E Performance 1.6L V6 t | P      | 27  | ヒュルケンベルグ | 17  | 12    |     |      |      |       |     |     |     |      |      |     |      |     |     |     |     |      |       |     |       |     |       |     | 55   | 7位  |
| 2023 | AMR23    | メルセデス M14 E Performance 1.6L V6 t | P      |     |                  | BHR | SAU   | AUS | AZE  | MIA  | EMI   | MON | ESP | CAN | AUT  | GBR  | HUN | BEL  | NED | ITA | SIN | JPN | QAT  | USA   | MXC | SAP   | LVG | ABU   |     | 280  | 5位  |
| 2023 | AMR23    | メルセデス M14 E Performance 1.6L V6 t | P      | 18  | ストロール       | 6   | Ret   | 4   | 78   | 12   | C     | Ret | 6   | 9   | 94   | 14   | 10  | 911  | 11  | 16  | WD  | Ret | 1115 | 7Ret  | 17† | 512   | 5   | 10    |     | 280  | 5位  |
| 2023 | AMR23    | メルセデス M14 E Performance 1.6L V6 t | P      | 14  | アロンソ         | 3   | 3     | 3   | 46   | 3    | C     | 2   | 7   | 2   | 5    | 7    | 9   | 5Ret | 2   | 9   | 15  | 8   | 68   | Ret13 | Ret | 311   | 9   | 7     |     | 280  | 5位  |
| 2024 | AMR24    | メルセデス M15 E Performance 1.6L V6 t | P      |     |                  | BHR | SAU   | AUS | JPN  | CHN  | MIA   | EMI | MON | CAN | ESP  | AUT  | GBR | HUN  | BEL | NED | ITA | AZE | SIN  | USA   | MXC | SAP   | LVG | QAT   | ABU | 94   | 5位  |
| 2024 | AMR24    | メルセデス M15 E Performance 1.6L V6 t | P      | 18  | ストロール       | 10  | Ret   | 6   | 12   | 1514 | 17Ret | 9   | 14  | 7   | 14   | 1310 | 7   | 10   | 11  | 13  | 19  | 19† | 14   | 1513  | 11  | DNS19 | 15  | Ret13 | 14  | 94   | 5位  |
| 2024 | AMR24    | メルセデス M15 E Performance 1.6L V6 t | P      | 14  | アロンソ         | 9   | 5     | 8   | 6    | 720  | 917   | 19  | 11  | 6   | 12   | 1816 | 8   | 11   | 8   | 10  | 11  | 6   | 8    | 1318  | Ret | 1418  | 11  | 711   | 9   | 94   | 5位  |
| 2025 | AMR25    | メルセデス M16 E Performance 1.6L V6 t | P      |     |                  | AUS | CHN   | JPN | BHR  | SAU  | MIA   | EMI | MON | ESP | CAN  | AUT  | GBR | BEL  | HUN | NED | ITA | AZE | SIN  | USA   | MXC | SAP   | LVG | QAT   | ABU | 52*  | 6位* |
| 2025 | AMR25    | メルセデス M16 E Performance 1.6L V6 t | P      | 18  | ストロール       | 6   | 9     | 20  | 17   | 11   | 165   | 15  | 15  | WD  | 17   | 14   | 7   | 1413 | 7   |     |     |     |      |       |     |       |     |       |     | 52*  | 6位* |
| 2025 | AMR25    | メルセデス M16 E Performance 1.6L V6 t | P      | 14  | アロンソ         | Ret | Ret10 | 11  | 15   | 16   | 15Ret | 11  | Ret | 9   | 7    | 7    | 9   | 1714 | 5   |     |     |     |      |       |     |       |     |       |     | 52*  | 6位* |

- 太字はポールポジション、斜字はファステストラップ。(key)
- 右上の小数字はスプリントの順位。
- † : リタイアだが、90%以上の距離を走行したため規定により完走扱い。
- ‡ : 2021年ベルギーグランプリは赤旗中断のまま規定周回数の75％を満たさずレース終了となったため、獲得ポイントは半分となる。
- 2023年エミリア・ロマーニャグランプリは集中豪雨のため中止。
- * : 今シーズンの順位。（現時点）